# Alexis Cabrera
Alexis Cabrera (ur. 25 grudnia 1976 w Matanzas) – kubański szachista, w latach 2002–2008 reprezentant Kolumbii, od 2008 – Hiszpanii, arcymistrz od 2004 roku.

## Kariera szachowa
Pierwsze znaczące sukcesy zaczął odnosić w drugiej połowie lat 90. XX wieku. W roku 1997 zwyciężył (wraz z Luisem Valdesem) w Pinar del Rio, natomiast w 1998 zajął IV m. w turnieju Masters memoriału Jose Raula Capablanki w Hawanie {za Leinierem Dominguezem, Luisem Sieiro Gonzalezem i Frankiem De la Pazem Perdomo). W roku 2001 podzielił II m. (za Aleksandrem Jermolinskim, wspólnie z Aleksandrem Goldinem, Leinierem Dominguezem, Borisem Gulko, Alonso Zapatą, Danielem Cámporą i Alejandro Hoffmanem) w mistrzostwach kontynentów amerykańskich rozegranych w Cali i zakwalifikował się do rozegranego w tym samym roku w Moskwie pucharowego turnieju o mistrzostwo świata, w którym w I rundzie przegrał z Borisem Gelfandem. W 2002 roku zwyciężył w kołowym turnieju w Palmie de Mallorce i podzielił I m. (wspólnie z Michaelem Oratovskim) w Albacete, natomiast w 2003 zajął I m. w Benasque, Cullerze i Santa Cruz de Tener oraz podzielił I m. w Mancha Real (wspólnie z Karenem Movsziszianem) oraz w Albacete (wspólnie z Aleksandrem Delczewem). W 2005 r. podzielił I m. w Mislacie (wspólnie z Aryamem Abreu Delgado i Maikelem Gongora Reyesem), natomiast w 2006 r. odniósł kolejny sukces, dzieląc I m. w Mislacie (wspólnie z Davorem Komljenoviciem i Cristhianem Cruzem). W 2008 r. podzielił I m. (wspólnie z Karenem Movsziszianem i Fidelem Corralesem Jimenezem) w La Rodzie.
Najwyższy ranking w dotychczasowej karierze osiągnął 1 maja 2013 r., z wynikiem 2546 punktów.